# An Fengshi
An Fengshi (chiń. 安峰石) – chiński dyplomata.
Ambasador Chińskiej Republiki Ludowej w Republice Rwandy między styczniem 1985 a kwietniem 1989. Następnie ambasador w Republice Gabońskiej od kwietnia 1989 do listopada 1992. Jednocześnie był akredytowany w Demokratycznej Republice Wysp Świętego Tomasza i Książęcej.